# ويليام إم. كيندال
ويليام إم. كيندال (بالإنجليزية: William Mitchell Kendall) هو مهندس معماري أمريكي، ولد في 13 فبراير 1856، وتوفي في 8 أغسطس 1941.